# Gentilés de Tunisie
Les gentilés de Tunisie (parfois appelé ethnonymes) sont les noms donnés aux habitants du pays, de ses villes et de ses régions.

## Liste
- Tunisie : Tunisien, Tunisiens, Tunisienne, Tunisiennes
  - adjectif : tunisien, tunisiens, tunisienne, tunisiennes et tuniso- en composition
  - glottonyme : tunisien
- Tunis : Tunisois, Tunisois, Tunisoise, Tunisoises (daté de 1953 par le TLFi car l'on a longtemps dit Tunisien, Tunisiens, Tunisienne, Tunisiennes comme pour la Tunisie elle-même)
  - Exemple : le Stade tunisien, club de sports (fondé en 1948)
- L'Ariana : Arianais, Arianais, Arianaise, Arianaises
- Béja : Béjaois, Béjaois, Béjaoise, Béjaoises
- Bizerte : Bizertin, Bizertins, Bizertine, Bizertines
  - Exemple : le Club athlétique bizertin (CAB), club de sports
- Cap Bon : Capbonais, Capbonais, Capbonaise, Capbonaises
- Carthage : Carthaginois, Carthaginois, Carthaginoise, Carthaginoises
- Djerba : Djerbien, Djerbiens, Djerbienne, Djerbiennes (ou Jerbien qui est plus proche de la prononciation tunisienne)
- Douz : Mrazigien, Mrazigiens, Mrazigienne, Mrazigiennes (du nom de la tribu nomade des Mrazig)
- Gabès : Gabésien, Gabésiens, Gabésienne, Gabésiennes
- Gafsa : Gafsien, Gafsiens, Gafsienne, Gafsiennes (donne son nom à la culture capsienne)
- La Goulette : Goulettois, Goulettois, Goulettoise, Goulettoises
- Hammamet : Hammamétois, Hammamétois, Hammamétoise, Hammamétoises
- Hammam Lif : Hammam-Lifois, Hammam-Lifois, Hammam-Lifoise, Hammam-Lifoises
- Hammam Sousse : Hammamien, Hammamiens, Hammam-Soussiens, Hammam-Soussiennes
- Jendouba : Jendoubien, Jendoubiens, Jendoubienne, Jendoubiennes
- Kairouan : Kairouanais, Kairouanais, Kairouanaise, Kairouanaises
  - Exemple : la Jeunesse sportive kairouanaise (JSK), club de sports
- Kasserine : Kasserinois, Kasserinois, Kasserinoise, Kasserinoises
- Kébili : Kébilien, Kébiliens, Kébilienne, Kébiliennes
- Le Kef : Keffois, Keffois, Keffoise, Keffoises
- Kerkennah (îles) : Kerkennien, Kerkenniens, Kerkennienne, Kerkenniennes
- La Marsa : Marsois, Marsois, Marsoise, Marsoises
- Mahdia : Mahdois, Mahdois, Mahdoise, Mahdoises
- Médenine : Médeninois, Médeninois, Médeninoise, Médeninoises
- Mégrine : Mégrinois, Mégrinois, Mégrinoise, Mégrinoises
- Menzel Bourguiba : Menzli, Menzlis, Menzlia, Menzlias
- Menzel Temime : Témimien, Témimiens, Témimienne, Témimiennes
- Moknine : Mokninois, Mokninois, Mokninoise, Mokninoises
- Monastir : Monastirien, Monastiriens, Monastirienne, Monastiriennes
  - Exemple : l'Union sportive monastirienne (USM), club de sports
- Nabeul : Nabeulien, Nabeuliens, Nabeulienne, Nabeuliennes
- Radès : Radésien, Radésiens, Radésienne, Radésiennes
- Sahel : Sahélien, Sahéliens, Sahélienne, Sahéliennes
- Sayada : Sayadi, Sayadis, Sayadie, Sayadies ou Sayadien, Sayadiens, Sayadienne, Sayadiennes
- Sfax : Sfaxien, Sfaxiens, Sfaxienne, Sfaxiennes ou Sfaxiote, Sfaxiotes, Sfaxiote, Sfaxiotes (invariant au féminin) mais qui est plus rare
  - Exemple : le Club sportif sfaxien (CSS), club de sports
- Siliana : Silianais, Silianais, Silianaise, Silianaises
- Sousse : Soussien, Soussiens, Soussienne, Soussiennes
  - Exemple : le Stade soussien, club de sports
- Tabarka : Tabarkois, Tabarkois, Tabarkoise, Tabarkoises
- Tataouine : Tataouinois, Tataouinois, Tataouinoise, Tataouinoises
- Tazarka : Tazarkois, Tazarkois, Tazarkoise, Tazarkoises
- Tinja : Tinjois, Tinjois, Tinjoise, Tinjoises
- Tozeur : Tozeurien, Tozeuriens, Tozeurienne, Tozeuriennes
- Zaghouan : Zaghouanais, Zaghouanais, Zaghouanaise, Zaghouanaises
- Zarzis : Zarzisien, Zarzisiens, Zarzisienne, Zarzisiennes